# Parafia wojskowa Matki Bożej Loretańskiej w Dęblinie
Parafia wojskowa Matki Boskiej Loretańskiej w Dęblinie – parafia wojskowa, rzymskokatolicka w Dęblinie.
Parafia wchodzi w skład Dekanatu Sił Powietrznych Ordynariatu Polowego Wojska Polskiego (do roku 2012 parafia należała do Dekanatu Sił Powietrznych Południe)
.

## Historia parafii
21 stycznia 1993 roku, dekretem bp. polowego Sławoja Leszka Głódzia erygowano personalną parafię wojskową pw. Matki Bożej Loretańskiej w Dęblinie. Inicjatorem budowy obecnego kościoła był ks. płk Stanisław Gulak. Do 2012 roku parafia należała do dekanatu Sił Powietrznych Południe.

### Duszpasterze
Księża kapelani pracujący w parafii od początku jej powstania:
- ks. płk Mirosław Sułek
- ks. płk Andrzej Molendowski
- ks. płk Edwin Czach
- ks. ppłk Zdzisław Krajza
- ks. ppor. Grzegorz Czyżewski
- ks. płk Stanisław Gulak
- ks. płk Jan Osiński
- ks. por. Dariusz Strzelczyk
- ks. mjr Tomasz Koczy
- ks. płk Kryspin Rak
- ks. ppłk Robert Krzysztofiak
- ks. płk Tadeusz Bieniek
- ks. kpt. Marek Drabik
- o. ppłk Mirosław Biernacki OMI
- ks. mjr Marcin Czeropski
- ks. kpt Dariusz Kamiński
- ks. ppor. Mariusz Leonik
- ks. płk Zenon Pawelak
- ks. ppor. Marek Pruszkowski
- ks. płk Mariusz Stolarczyk[3]
- ks. ppor. Łukasz Matuszczak[3]